# Ghilaroviella valiachmedovi
Ghilaroviella valiachmedovi är en mångfotingart som beskrevs av Zalesskaja 1975. Ghilaroviella valiachmedovi ingår i släktet Ghilaroviella och familjen fåögonkrypare. Inga underarter finns listade i Catalogue of Life.